# Horatosphaga elgonis
Horatosphaga elgonis är en insektsart som först beskrevs av Lucien Chopard 1938.  Horatosphaga elgonis ingår i släktet Horatosphaga och familjen vårtbitare. Inga underarter finns listade i Catalogue of Life.